# Enicospilus gasteralis
Enicospilus gasteralis là một loài tò vò trong họ Ichneumonidae.